# Алькуескар
Алькуескар (ісп. Alcuéscar) — муніципалітет в Іспанії, у складі автономної спільноти Естремадура, у провінції Касерес. Населення — 2974 особи (2010).
Муніципалітет розташований на відстані близько 260 км на південний захід від Мадрида, 34 км на південь від Касереса.

## Демографія
Динаміка населення (INE ):

## Галерея зображень

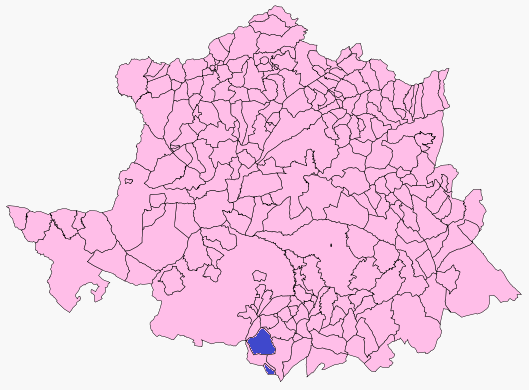
Розташування муніципалітету у провінції Касерес
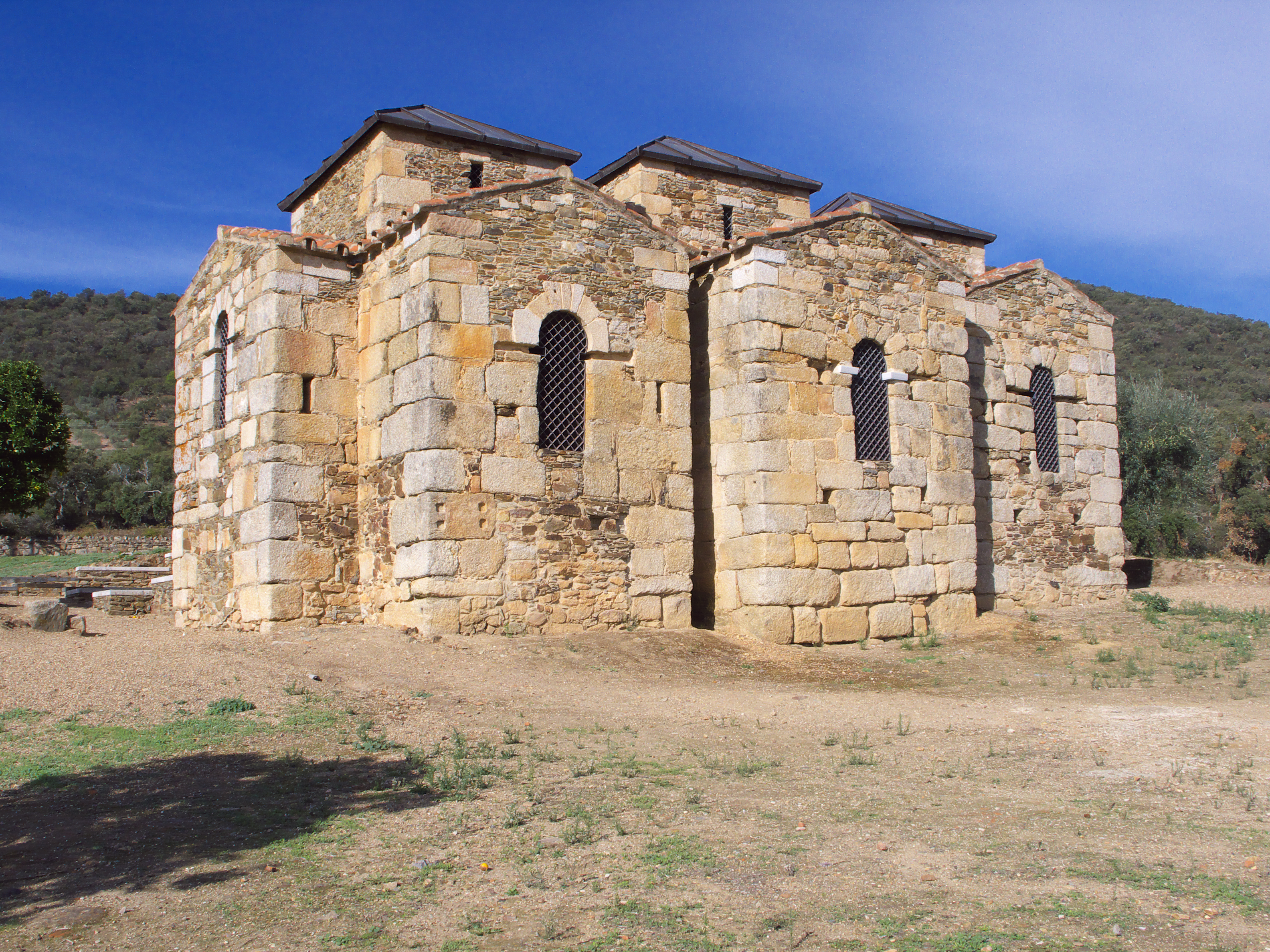
Церква Санта-Лусія-дель-Трампаль, біля Алькуескара